# Marina Niejołowa
Marina Mstisławowna Niejołowa, ros. Мари́на Мстисла́вовна Неёлова (ur. 8 stycznia 1947 w Leningradzie) – radziecka i rosyjska aktorka filmowa, teatralna i głosowa. Pojawiła się w 37 filmach od 1968 roku. Uhonorowana tytułem Ludowej Artystki RFSRR.

## Życiorys
Absolwentka Leningradzkiego Instytutu Teatru, Muzyki i Filmu. Debiutowała w trakcie studiów rolą w filmie Stara, stara bajka (1968) Nadieżdy Koszewierowej wg baśni Andersena.

## Wybrana filmografia

### Filmy fabularne
- 1968: Stara, stara bajka
- 1972: Monolog jako Nina
- 1978: Błędy młodości jako Polina
- 1979: Jesienny maraton jako Ałła[2]
- 1989: Bez zadraśnięcia jako Klara
- 1998: Cyrulik syberyjski jako matka Andrieja Tołstoja
- 2002: Azazel

### Filmy animowane
- 1981: Alicja w Krainie Czarów jako Alicja (głos)
- 1982: Alicja po drugiej stronie lustra jako Alicja (głos)